# Internapoli Camaldoli SSD
Internapoli Camaldoli SSD is een Italiaanse voetbalclub uit Napels. In 1964 werd de club opgericht. Inter Napoli speelt haar wedstrijden in de Serie D. De clubkleuren zijn blauw met wit.

## Erelijst
Serie D (1x)
1966/1967
Eccellenza (1x)
1992
Coppa Italia Dilettanti (1x)
1981

## Bekende (ex-)spelers
- Diego Sinagra
- Giorgio Chinaglia